# Solbjerg Sogn (Frederiksberg Kommune)

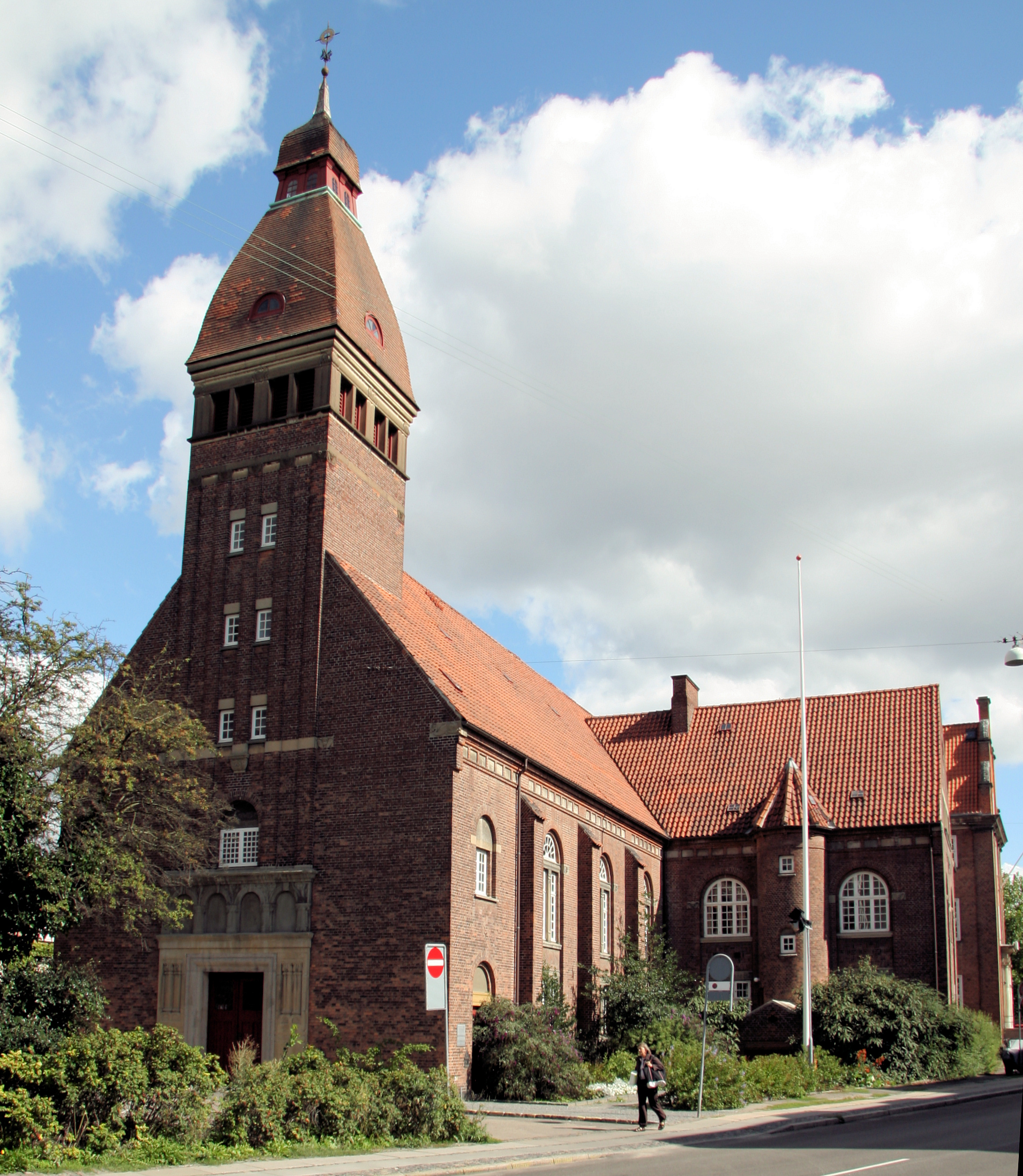
Solbjerg Kirke

Solbjerg Sogn  ist eine Kirchspielsgemeinde (dän.: Sogn) auf der dänischen Insel Seeland. Bis 1970 gehörte sie zur Harde Sokkelund Herred im damaligen Københavns Amt, danach mit dem Wegfall der Hardenstruktur zur seitdem kreisfreien Frederiksberg Kommune. Die Kommune wurde dann mit der  Kommunalreform zum 1. Januar 2007 unverändert der Region Hovedstaden zugeordnet.
Am 1. Januar 2023 lebten von den 104.664 Einwohnern der Stadt und Kommune Frederiksberg 9340 im Kirchspiel, auf dem Gebiet der Gemeinde liegt die Solbjerg Kirke.
Nachbargemeinden sind im Norden Sankt Lukas Sogn, im Nordosten Sankt Thomas Sogn im Osten Sankt Markus Sogn, im Südosten Frederiksberg Sogn, im Süden Frederiksberg Slotssogn, im Westen Lindevang Sogn sowie im Nordwesten Godthaabs Sogn.